# Henrique Daniel
Henrique Daniel (Rio de Janeiro, 25 de setembro de 1985) é um diretor de cinema e televisão brasileiro, conhecido por seu trabalho à frente de documentários e séries que combinam linguagem sensorial, olhar autoral e relevância social. Fundador e diretor da produtora audiovisual Hdaniel Studio, dirigiu produções exibidas em TVs e plataformas de streaming no Brasil e no exterior. Entre seus trabalhos, estão o documentário "Gabriel Medina" (2020), a minissérie "Seu Melhor Caminho é o Próximo" (2022), com a velejadora Tamara Klink, e "Habitat em Ameaça" (2024), sobre a relação entre seres humanos e natureza em territórios ameaçados.

## Biografia
O carioca Henrique Daniel é diretor de cinema e televisão, com uma carreira dedicada à criação de documentários voltados à investigações de jornadas humanas e temas de relevância social. Fundador da Hdaniel Studio , já dirigiu e produziu mais de 300 episódios para a televisão e realizou produções em mais de 23 países. 
Durante 10 anos, o diretor acompanhou e documentou em primeira-mão o maior surfista brasileiro de todos os tempos, Gabriel Medina e, em 2020, ganhou destaque com o lançamento do documentário longa-metragem biográfico Gabriel Medina  no Globoplay, que alcançou o topo da audiência da plataforma nos primeiros três meses e recebeu prêmios em festivais internacionais. A produção foi premiada em festivais internacionais, incluindo o Los Angeles Movie Awards , Portuguese Surf Film Festival, e o Swiss Surf Film Festival.
Henrique também assina a direção das séries de TV Mundo Medina, Tatiana Weston-Webb, e Letícia Let's Go (terceira temporada), todas exibidas no Canal Off. Em 2020, dirigiu a série Confinados com a atleta Letícia Bufoni, que conta com o vídeo mais visto do IGTV no Canal Off, com aproximadamente 2 milhões de acessos em uma semana.
Em 2022, dirigiu e produziu Seu Melhor Caminho é o Próximo, branded documentary para a marca Localiza, que acompanha a travessia solo da jovem velejadora Tamara Klink pelo Atlântico. A obra explora temas como coragem, solitude, liberdade, e transformação. No ano seguinte, assinou a direção de A Onda (2023), para o Sportv / Globoplay, uma série documental que reconta a história do surfe desde suas origens na Polinésia até sua entrada nos Jogos Olímpicos, revelando o impacto cultural e simbólico da modalidade ao redor do mundo. 
Sua produção mais recente, Habitat em Ameaça (2024), disponível no Globoplay, investiga a convivência entre seres humanos e natureza em territórios ameaçados. A série articula questões ambientais, culturais e sociais, e ganhou visibilidade em festivais. Foi seleção oficial no San Diego Environmental Film Festival (SDEFF), nos Estados Unidos, no Green Montenegro International Film Festival (GMIFF), em Montenegro, e no Mata Atlântica EcoFestival, no Brasil.

## Carreira

### Filmografia
| Ano  | Série/Filme                                       | Temporadas                                      |
| ---- | ------------------------------------------------- | ----------------------------------------------- |
| 2011 | A Escolha                                         | Documentário                                    |
| 2013 | Mundo Medina                                      | 10 Temporadas                                   |
| 2016 | Tatiana Weston-Webb                               | 5 Temporadas                                    |
| 2016 | Domke's Show                                      | 3 Temporadas                                    |
| 2018 | Letícia Let's Go                                  | 2 Temporadas (dirigiu a 3ª e 4ª)                |
| 2018 | Na Onda de Sophia Medina                          | 2 Temporadas                                    |
| 2020 | Gabriel Medina                                    | Documentário para Streaming                     |
| 2020 | Confinados                                        | Série para o App do Canal Off                   |
| 2022 | Seu Melhor Caminho é o Próximo (com Tamara Klink) | Branded Documentary (Minissérie de 2 episódios) |
| 2023 | A Onda                                            | Série Documental                                |
| 2024 | Habitat em Ameaça                                 | Série Documental                                |